# New, Live & Rare Vol. 1–3
New, Live & Rare – zbiór utworów studyjnych i koncertowych zespołu Deep Purple nagrywanych w latach 1969-1975 i wydanych na 3 płytach EP w latach 1977, 1978 i 1980.

## New, Live & Rare (1977)
- A1 "Black Night" (live) z płyty Made in Japan – 4:54
- B1 "Painted Horse" z sesji Who Do We Think We Are – 5:18
- B2 "When A Blind Man Cries" z sesji Machine Head, strona B singla "Never Before" – 3:30

Pozycja 31 na liście UK Charts

## New, Live & Rare Volume 2 (1978)
- A1 "Burn" (edited) z płyty Made in Europe – 4:47[2]
- A2 "Coronarias Redig" z sesji Burn, strona B singla "Burn and Might Just Take Your Life" – 4:53
- B1 "Mistreated" (live) z płyty Made in Europe – 9:20[2]

Pozycja 45 na liście UK Charts

## New, Live & Rare Volume 3 (1980)
- A1 "Smoke On The Water" (live) z płyty Live in Concert 72/73 – 7:28
- B1 "Bird Has Flown" (nagranie BBC 1969) – 5:16
- B2 "Grabsplatter" (BBC 1970) – 3:30

Pozycja 48 na liście UK Charts

## Wykonawcy
- Ritchie Blackmore – gitara
- Jon Lord – organy, instrumenty klawiszowe
- Ian Paice – perkusja, instrumenty perkusyjne
- Ian Gillan – śpiew (EP 1 i 3)
- Roger Glover – gitara basowa (EP 1 i 3)
- David Coverdale – śpiew (EP 2)
- Glenn Hughes – gitara basowa, śpiew (EP 2)